# Æthelwulf

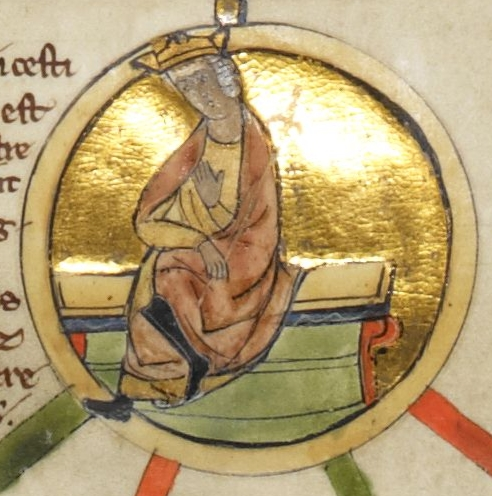
Æthelwulf auf einer Abbildung aus dem 13. Jahrhundert

Æthelwulf (Ethelwulf) (* um 800; † 13. Januar 858) war König von Wessex von 839 bis 858.

## Leben
Æthelwulf war der Sohn von König Egbert III. und seiner Ehefrau Redburga, wahrscheinlich eine Schwägerin von Karl dem Großen. Er wurde zwischen 795 und 806 geboren und wurde zunächst Mönch in Winchester.
Im Jahr 825 eroberte er im Auftrag seines Vaters Kent und vertrieb König Baldred, woraufhin sich auch Surrey (East Anglia), Sussex und Essex ergaben. 830 heiratete er in erster Ehe Osburga, folgte seinem Vater 839 auf dem Thron und wurde in Kingston upon Thames gekrönt. Æthelwulf setzte seinen ältesten Sohn Æthelstan als Unterkönig von Kent, Essex, Surrey und Sussex ein, während er selbst über das alte Kernland von Wessex (Hampshire, Wiltshire, Dorset und Devon) regierte.
In seine Regierungszeit fielen die zunehmenden Wikingereinfälle durch das große heidnische Heer und deren Ansiedlung an den Küsten Englands. Im Jahr 840 unterliegt Æthelwulf bei Charmouth (oder Carhampton) einem dänischen Heer, das mit 35 Schiffen gelandet war. 851 fügten er und sein Sohn Æthelbald dem Dänenhäuptling Rorik bei Acleah (Ockley) eine vernichtende Niederlage zu. Sein älterer Sohn Æthelstan starb im selben Jahr und Æthelbald trat die Nachfolge als Unterkönig an.
Im Jahr 853 ersuchte König Burgred von Mercia Æthelwulf um Hilfe bei der Unterwerfung der Briten in Nordwales. Gemeinsam besiegten beide Könige die Waliser unter Cyngen ap Cadell und bekräftigten ihr Bündnis durch die Heirat Burgreds und Æthelwulfs Tochter Æthelswith.
Æthelwulf stiftete 855 ein Zehntel seines Königreiches der Kirche und zog mit seinem Sohn Alfred nach Rom, wo sie ein Jahr blieben. Die fromme Gesinnung des Königs wird auch aus den großzügigen Geschenken ersichtlich, die er der Geistlichkeit machte.
Während Æthelwulfs Abwesenheit verschwor sich Æthelbald mit Ealstan, dem Bischof von Sherborne und Eanwulf, Earl von Somerton, usurpierte den Thron und wurde in Kingston upon Thames zum Bretwalda gekrönt. Nachdem Æthelwulfs Frau Osburga gestorben (oder verstoßen) war, heiratete er 856 auf der Heimreise von Rom die 12-jährige Judith, eine Tochter des Frankenkönigs Karl II.; Erzbischof Hinkmar von Reims vollzog die Trauung. In England angekommen, beließ er Æthelbald auf dem Thron, um einen Bürgerkrieg zu vermeiden und herrschte nur noch über die Region im mittleren und östlichen Wessex. Im folgenden Jahr stiftete Æthelwulf in Malmsbury einen silbernen Schrein für die Reliquien des später heiliggesprochenen Bischofs Aldhelm.

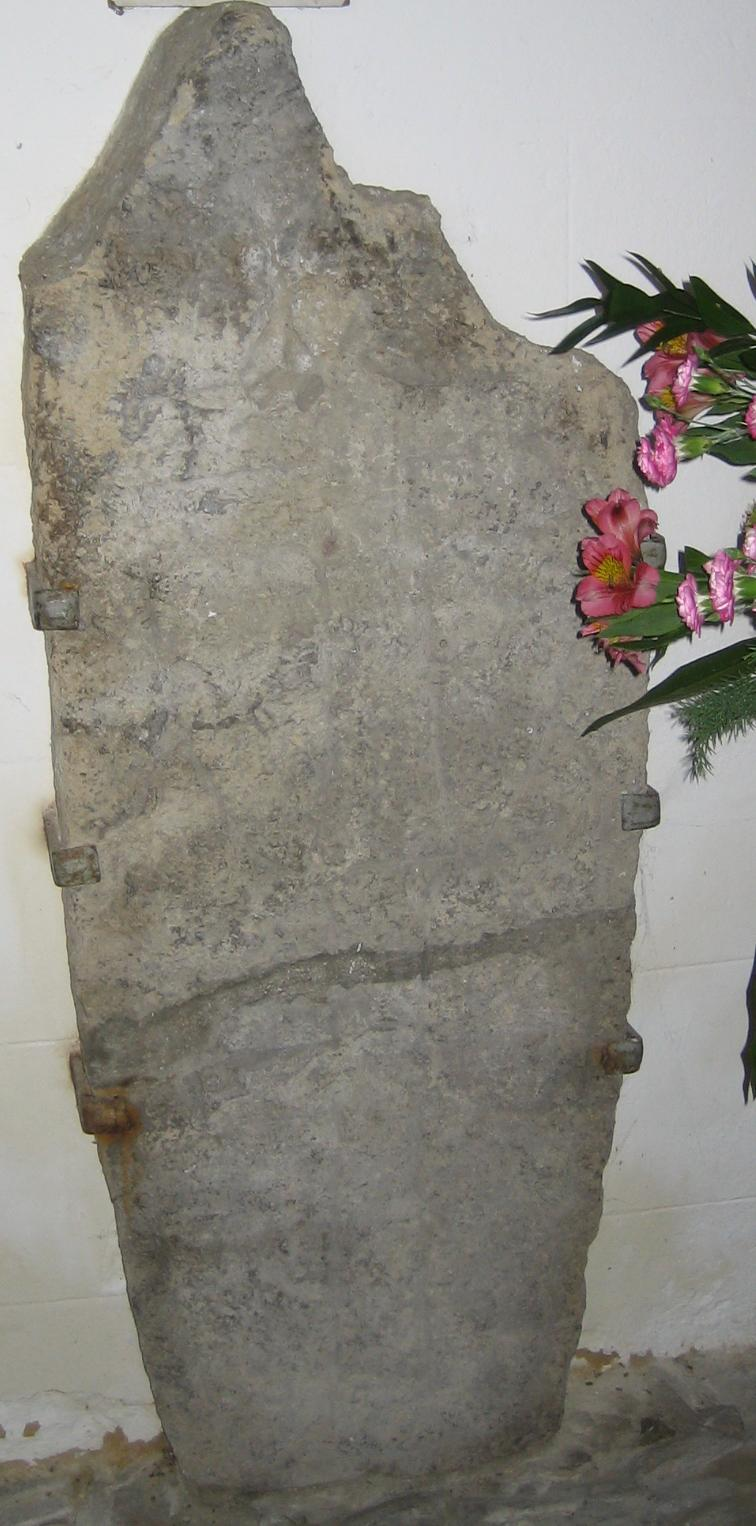
Æthelwulfs Grabstein, St Andrew’s Church, Steyning

Nach seinem Tod am 13. Januar 858 in Stamridge wurde er zunächst in Stemrugam (auch Staeningham) dem heutigen Steyning in Sussex begraben und später nach Old Minster in Winchester überführt. Heute ruhen seine Knochen in der Winchester Cathedral.
In seinem Testament verfügte er, dass sein Reich unter den beiden ältesten Söhnen geteilt werde: Æthelbald bekam Wessex, während Æthelberht über Kent, Essex, Surrey und Sussex herrschte. Nach ihm benannt ist Mount Ethelwulf, ein Berg auf der Alexander-I.-Insel in der Antarktis.

## Ehe und Nachkommen
In erster Ehe heiratete er 830 Osburga (* um 820; † unbekannt); Tochter von Oslac, der laut Asser „Gote“ (Gothus erat natione, vermutlich im Sinne von „dänisch“ zu verstehen), oder genauer „gotischer“ und jütischer Herkunft vom Stamm der Brüder Stuf und Wihtgar war.
- Æthelstan (Ethelstan) († 851) Unterkönig von Kent und Wessex
- Æthelswith (Ethelswitha) († 888) ⚭ 853 König Burgred von Mercia († 880)
- Æthelbald (Ethelbald) (* um 834; † 860) ⚭ 858 Judith von Franken (seine Stiefmutter, die er aber bald darauf verstieß)
- Æthelberht (Ethelbert) (* um 835; † 866)
- Æthelred I. (Ethelred) (* um 837; † 871 gefallen) ⚭ Wulfthryth
- Alfred der Große (* 849; † 899) ⚭ Ealhswith von Gaini (* 852; † 902), ab 901 Nonne – nach ihrem Tod als Heilige verehrt.

In zweiter Ehe heiratete er 856 die 12-jährige Judith von Frankreich (* 844; † 870), Tochter des westfränkischen Königs Karl II. dem Kahlen und dessen erster Frau Irmentrud von Orléans. Diese Ehe blieb kinderlos.